# Briljantsökare

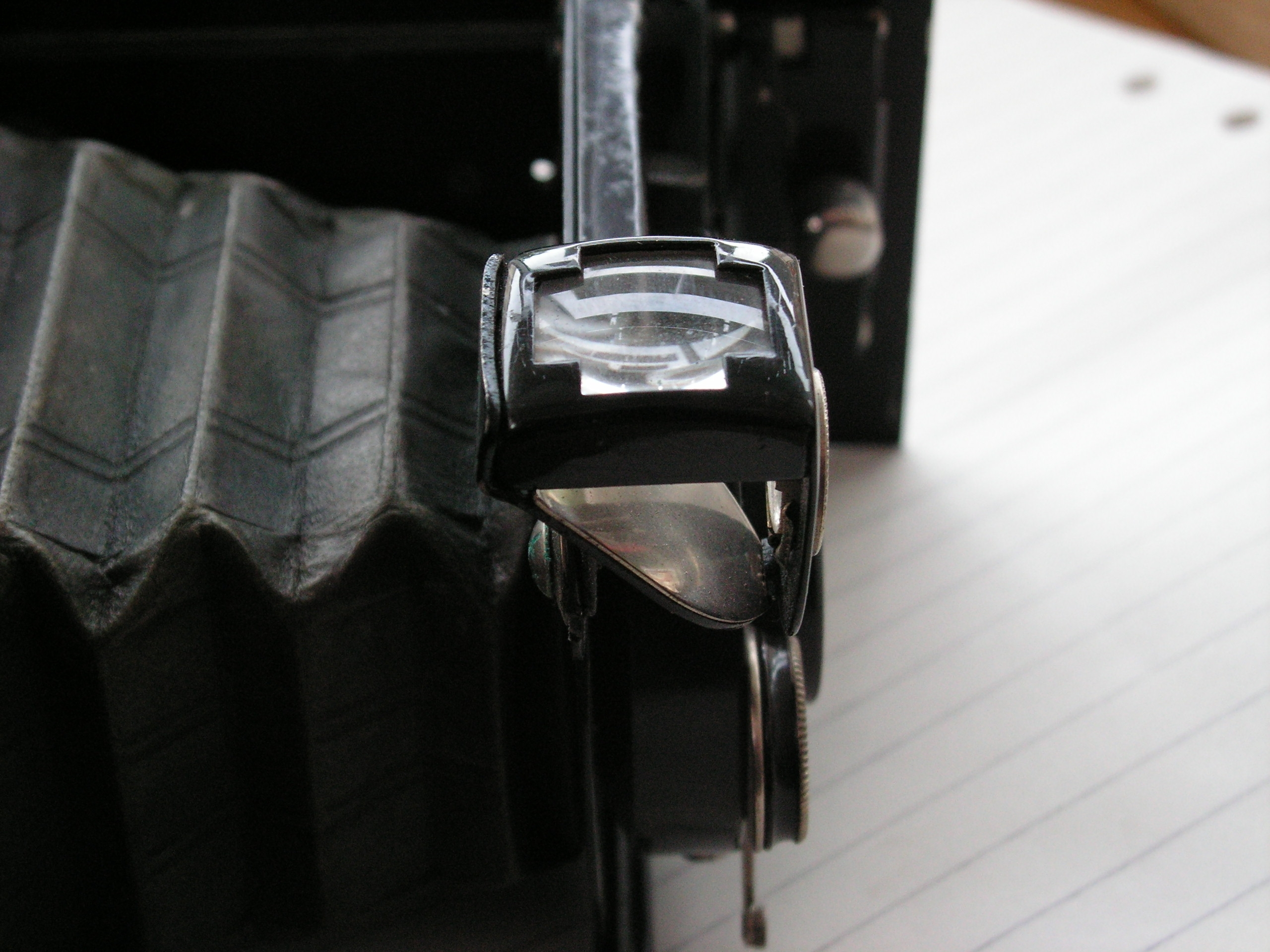
Briljantsökare på äldre bälgkamera, sökaren kan ställas om i 90 grader för bilder i liggande och stående format, filmformat 6x9 cm.

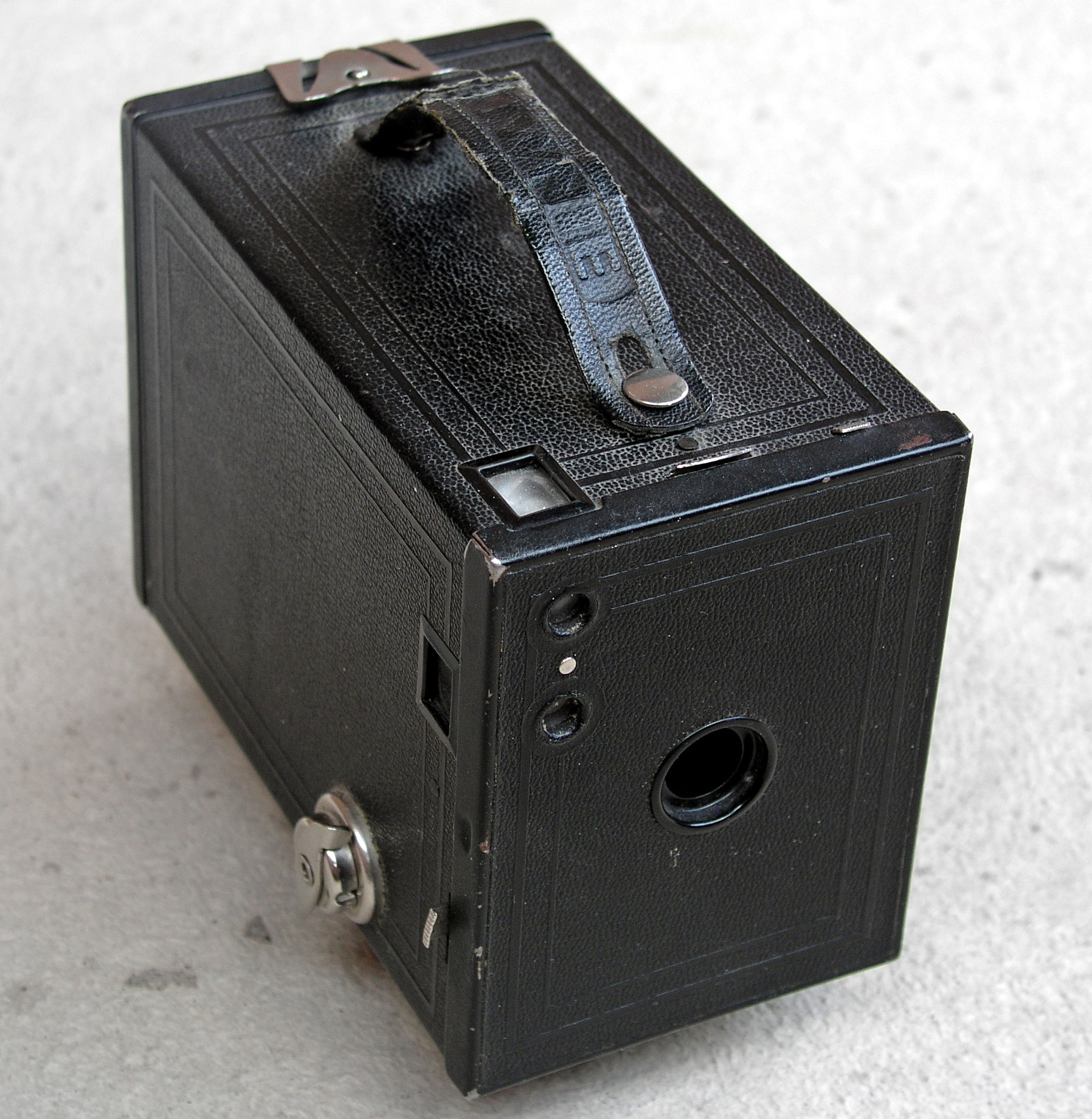
Kodak Brownie No 2 (lådkamera), med två infällda briljantsökare, filmformat 6x9 cm

Briljantsökare kallas en sökare som var vanlig på lådkameror och plåtkameror. Briljantsökaren består av en lins, en spegel och ett förstoringsglas, med en ram för motivutsnittet. Briljantsökaren används enbart för kompositionen av bilden och saknar avståndsinställning.